# Попов Олександр Володимирович (біатлоніст)
Олександр Володимирович Попов (рос. Александр Владимирович Попов, 22 лютого 1965) — радянський та білоруський біатлоніст, олімпійський чемпіон.

## Виступи на Олімпіадах
| Олімпіада        | Дисципліна                | Місце |
| ---------------- | ------------------------- | ----- |
| Калгарі 1988     | індивідуальна гонка 20 км | 12    |
| Калгарі 1988     | естафета 4 х 7,5 км       | 1     |
| Альбервіль 1992  | спринт 10 км              | 18    |
| Альбервіль 1992  | індивідуальна гонка 20 км | 4     |
| Альбервіль 1992  | естафета 4 х 7,5 км       | 2     |
| Ліллехаммер 1994 | спринт 10 км              | 10    |
| Ліллехаммер 1994 | індивідуальна гонка 20 км | 4     |
| Ліллехаммер 1994 | естафета 4 х 7,5 км       | 4     |
| Нагано 1998      | спринт 10 км              | 55    |
| Нагано 1998      | індивідуальна гонка 20 км | 29    |
| Нагано 1998      | естафета 4 х 7,5 км       | 4     |

## Зовнішні посилання
- Досьє на sport.references.com